# エクスポート (コンピュータ)
エクスポートとは、コンピュータでソフトウェアなどからデータを出力することを表し、他のソフトウェアでのデータの再利用や、バックアップを取るために行われる。コンピュータにおけるインポートの対義語である。
エクスポートには、主に汎用性の高い形式が使われることが多い。

## 主なエクスポート形式

### ドキュメント
- PDF

### 表やデータベース
- CSV

### 画像
- PNG
- SVG
- JPEG